# 松平乗喬
松平 乗喬（まつだいら のりたか）は、江戸時代後期の大名。美濃国岩村藩主。乗政流大給松平家7代。官位は従五位下・能登守。

## 略歴
文政9年（1826年）9月25日（または文政4年（1821年））、先代藩主・松平乗美の次男として生まれた。
天保11年（1840年）、諸大夫・靱負佐に任じられる。
天保13年（1842年）11月16日、父の隠居により岩村藩主となった。
天保14年（1843年）1月、諱を乗喬に改め、従五位下・能登守に叙位・任官された。
佐藤一斎の門人の中島勿堂・田辺恕亭を招聘し、中島勿堂を江戸詰儒員とし、田辺恕亭を藩校の知新館の儒員として学問を奨励した。
嘉永3年（1850年）2月、大坂加番に任じられたが、7月に病気となり役を退いた。
嘉永4年（1851年）6月13日、奏者番に任じられた。
安政2年（1855年）7月11日（または7月26日）に卒去した。享年30（または35）。
次男の乗命が岩村藩主を嗣いだ。

## 主な藩士
家老
- 黒岩助左衛門、味岡杢之允、大野蔵之進、森文五郎

用人
- 飯野三右衛門、三好源太夫、小菅儀兵衛、岩松藤市、梅村源五右衛門、飯岡庄兵衛、矢口三左衛門

大目付
- 中島長左衛門、神田三郎左衛門、山梨平右衛門、大山傳八郎、石寺十左衛門、森謙一郎、

郡奉行
- 太田才兵衛、黒岩琢也、泊平内